# Палата пензионог фонда
Палата Пензионог фонда чиновника и служитеља Народне банке Краљевине Југославије, зграда у којој се данас смештено популарно „Позориште на Теразијама“, подигнута је 1939. године према пројекту руског архитекте Григорија Самојлова. Са једним стамбеним и више службених улаза она излази на два београдска трга - Теразије 29 и Трг Николе Пашића 3.

## Историјат
Пензиони фонд је у јулу 1937. расписао конкурс за израду идејне скице своје зграде а жири је у новембру доделио награде. Прву награду и 20.000 дин. добио је Григорије Самојлов, асистент Техничког факултета у Београду.
Палата је подигнута на месту некадашње Урошеве пивнице и Шишкове кафане, срушене у фебруару 1938. Камен темељац је постављен 2. октобра 1938. Од времена изградње, зграда је међу Београђанима била позната као палата „Београд“, због назива биоскопа који се налазио у сутерену и приземљу. Данас тај простор заузима „Позориште на Теразијама“. Током зидања је одлучено да се повећа висина спратова, па је и читава зграда прекорачила дозвољену висину.
Палата је подигнута према пројекту руског архитекте Григорија Самојлова који је студирао и дипломирао у Београду, на Архитектонском одсеку Техничког факултета, 1930. године. По завршетку студија, до подизања палате, реализовао је више стамбених објеката у Београду и Србији, као и цркву Св. Арханђела Гаврила на Топчидерском брду.

## Архитектура
У време подизања палате припадају академизам као стил је у великој мери уступио место прочишћеном модернизму. Истовремено се под утицајем западних центара у Београдској архитектури већ увелико установио ар деко. Постулати ових стилских праваца се препознају у градњи палате. 
Мада је на фасади према Теразијама спроведена академска, строга хијерархија зона, она је перфорирана мирним и уједначеним ритмом прозорских отвора. Двоструки плитки пиластри са сведеним базама и капителима протежу се висином прва четири спрата. У највишој зони два картуша акцентују угаону партију. Зона приземља са локалима наткривена је јако избаченом и осветљеном надстрешницом. 
На фасади према Тргу Николе Пашића налази се квадратно поље намењено излагању некада биоскопског, а данас позоришног репертоара.
Фасаде у камену су модернизоване, без тешке декоративне пластике. Најоригиналније је решен главни улаз у биоскоп у духу ар деко стила.
Улаз у виду високог вестибила, са мозаички украшеним подом, стакленим витринама за репертоар и декоративним порталом представља јединствено решење у Београду. Портал је украшен декоративном решетком у комбинацији бронзе и кованог гвожђа, са медаљоном у средини који носи представу нагог пара у игри. Аутор бронзане скулптуре плесног пара, био је руски уметник Владимир Загородњук.

## Ентеријер
Хол којим се од приземља широким полукружним степеништем силази у сутерен, односно партер биоскопа – позоришта, засведен је куполом на којој је у штуку изведена декоративна рељефна композиција - „Игра у води“. 
У горњој зони полукружног фоајеа у сутерену, изведен је рељефни фриз„Одмор“ који се понавља у траци огледала изнад улазних врата у салу, чинећи са њим затворен круг. 
Ове композиције је, према нацртима самог Самојлова, извео скулптор Ристо Стијовић.

## Биоскоп и Позориште
Биоскоп „Београд“ свечано је отворен 24. X 1940. године. Дворана и улаз са Теразија били су за оно време веома модерно опремљени. Поред благајне налазила се сигнална табла, односно цео план партера и балкона у дворани, на коме свако седиште има своју сијалицу. Према томе да ли је нека сијалица угашена или светли публика је знала да ли је неко седиште слободно или већ заузето и према томе се оријентисала.
Дворана је преко хиљаду седишта. То су биле удобне кожне фотеље, рађене по узору на фотеље у Берлинској опери. Први пут у Београду спроведен је амерички систем пуне аклиматизације којим се аутоматским путем постизало грејање, хлађење, влажење и сушење ваздуха у дворани. Левкастим обликом дворане и посебним материјалима за зидове успешно је био решен и проблем акустике. 
Са доласком Немачке војске биоскоп је 1941. године претворен у “Soldaten-kino“ да би се након рата, 1949. године овде уселило Хумористичко позориште које је дворану користило заједно са биоскопом „Београд“. Из Хумористичког позоришта 1975. године настало је „Позориште на Теразијама“.

## Урбанизам
У време подизања палате „Београд“ преко пута, на простору данашњег Трга Николе Пашића, се налазила зграда Окружног суда, срушена бомбама у Другом светском рату. Изградњом Трга Маркса и Енгелса и изградњом зграде Дома синдиката 1955. године, појачан је значај првобитно споредне фасаде. Она је постала бочно крило Дома синдиката учествујући тако у формирању Трга.

## Споменик Културе
Палата Пензионог фонда на Теразијама се данас сматра најзначајнијим остварењем архитекте Григорија Самојлова у домену профане архитектуре и једним од најзначајнијих примера београдске архитектуре у годинама пред II светски рат. У обликовном смислу она представља успешан спој различитих стилских тенденција карактеристичних за период у коме је настала.
Као објекат посебних архитектонско-урбанистичких и културно-историјских вредности зграда је проглашена за споменик културе (Одлука, „Сл. гласник РС“ бр. 30/07).